# Municipio de Villaldama
El municipio de Villaldama es uno de los 51 municipios en que se encuentra dividido para su régimen interior el estado mexicano de Nuevo León. Se encuentra en el noroeste del territorio estatal y su cabecera municipal es la ciudad de Villaldama.

## Geografía
El municipio de Villaldama se encuentra localizado en el noroeste del estado de Nuevo León. Tiene una extensión territorial total de 880.926 kilómetros cuadrados que equivalen al 1.4% de la superficie total del estado; cuyas coordenadas geográficas extremas son 26°15′ - 26°42′ de latitud norte y 100°11′ - 100°31′ de longitud oeste. Su territorio fluctúa entre una altitud máxima de 2 100 y mínima de 300 metros sobre el nivel del mar.
El territorio municipal tiene límites al norte con el municipio de Lampazos de Naranjo, al este con el municipio de Sabinas Hidalgo, al sur con el municipio de Salinas Victoria, al suroeste con el municipio de Mina y al noroeste con el municipio de Bustamante.

### Orografía e hidrografía
El municipio se encuentra en un valle rodeado de montañas y lomeríos entre las que destacan al norte la Sierra de la Iguana, al sur la Sierra de Milpillas, al oriente la Sierra de Santa Clara y al poniente la Sierra de Gomas.

## Demografía
De acuerdo a los resultados del Censo de Población y Vivienda realizado en 2010 por el Instituto Nacional de Estadística y Geografía, la población total del municipio de Villaldama asciende a 4 113 personas.
La densidad de población es de 4.67 habitantes por kilómetro cuadrado.

### Localidades
En el municipio se encuentran un total de 140 localidades, las principales y su población en 2010 son las siguientes:
| Localidad            | Población |
| Total Municipio      | 4 113     |
| Ciudad de Villaldama | 2 912     |
| El Potrero           | 629       |
| Santa Isabel         | 178       |
| Hacienda Santa Fe    | 145       |
| El Álamo (estación)  | 135       |

## Política

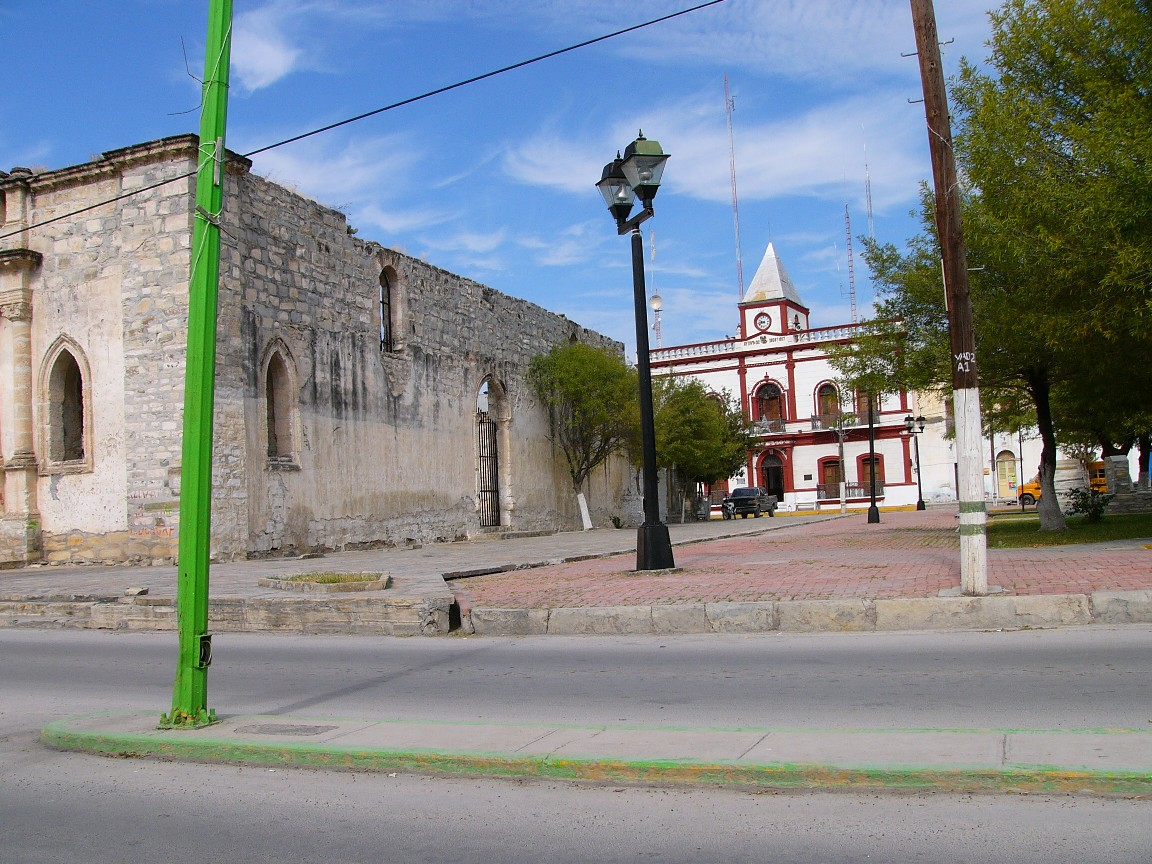
Palacio del Ayuntamiento

El gobierno del municipio de Villaldama se encuentra a cargo de su ayuntamiento. Éste se encuentra integrado por el presidente Municipal, un síndico y el cabildo conformado por un total de seis regidores, siendo electos cuatro por el principio de mayoría relativa y dos por el principio de representación proporcional. Todos los integrantes del ayuntamiento son electos mediante voto universal, directo y secreto por un periodo de tres años renovable para otro término inmediato. Entran a ejercer su cargo el día 31 de octubre del año de su elección.

### Representación legislativa
Para la elección de diputados locales al Congreso de Nuevo León y de diputados federales a la Cámara de Diputados federal, el municipio de Villaldama se encuentra integrado en los siguientes distritos electorales:
Local:
- Distrito electoral local de 21 de Nuevo León con cabecera en Sabinas Hidalgo.[4]

Federal:
- Distrito electoral federal 7 de Nuevo León con cabecera en García.[5]